# دياني إي. بنسون
دياني إي. بنسون (بالإنجليزية: Diane E. Benson)‏ هي سياسية وممثلة أمريكية، ولدت في 10 مايو 1954 في ياكيما في الولايات المتحدة.

## وصلات خارجية
- دياني إي. بنسون على موقع IMDb (الإنجليزية)